# Kyle Nelson
Kyle Nelson (Huntsville, 20 de abril de 1991) é um lutador canadense de artes marciais mistas, atualmente competindo na divisão dos penas do Ultimate Fighting Championship.

## Carreira no MMA

### Ultimate Fighting Championship
Nelson fez sua estreia no UFC em 8 de dezembro de 2018 contra Carlos Diego Ferreira, substituindo Jesse Ronson no UFC 231: Holloway vs. Ortega. Ele perdeu por nocaute técnico no segundo round.
Retornando aos penas, Nelson enfrentou Matt Sayles em 4 de maio de 2019 no UFC Fight Night: Iaquinta vs. Cowboy. Ele perdeu por finalização no terceiro round.
Nelson lutou no UFC Fight Night: Rodríguez vs. Stephens em 21 de setembro de 2019 contra Marco Polo Reyes. Ele venceu por nocaute no primeiro round.

## Cartel no MMA
| Cartel no MMA   |             |            |
| 19 lutas        | 14 vitórias | 5 derrotas |
| Por nocaute     | 5           | 2          |
| Por finalização | 4           | 1          |
| Por decisão     | 5           | 2          |

| Res.    | Cartel | Oponente              | Método                       | Evento                                   | Data       | Round | Tempo | Local                         | Notas                                                        |
| ------- | ------ | --------------------- | ---------------------------- | ---------------------------------------- | ---------- | ----- | ----- | ----------------------------- | ------------------------------------------------------------ |
| Vitória | 15-5-1 | Fernando Padilla      | Decisão (unânime)            | UFC Fight Night: Grasso vs. Shevchenko 2 | 16/09/2023 | 3     | 5:00  | Paradise, Nevada              |                                                              |
| Vitória | 14-5-1 | Blake Bilder          | Decisão (unânime)            | UFC 289: Nunes vs. Aldana                | 10/06/2023 | 3     | 5:00  | Vancouver, Colúmbia Britânica |                                                              |
| Empate  | 13-5-1 | Dooho Choi            | Empate (majoritário)         | UFC Fight Night: Lewis vs. Spivak        | 04/02/2023 | 3     | 5:00  | Enterprise,Nevada             | Choi perdeu 1 ponto no terceiro round devido a uma cabeçada. |
| Derrota | 13-5   | Jai Herbert           | Decisão (unânime)            | UFC Fight Night: Blaydes vs. Aspinall    | 23/07/2022 | 3     | 5:00  | Londres                       | Luta pela categoria leve.                                    |
| Derrota | 13-4   | Billy Quarantillo     | Nocaute (socos)              | UFC Fight Night: Waterson vs. Hill       | 12/09/2020 | 3     | 0:07  | Las Vegas, Nevada             |                                                              |
| Vitória | 13–3   | Marco Polo Reyes      | Nocaute técnico (socos)      | UFC Fight Night: Rodríguez vs. Stephens  | 21/09/2019 | 1     | 1:36  | Cidade do México              |                                                              |
| Derrota | 12–3   | Matt Sayles           | Finalização (triângulo)      | UFC Fight Night: Iaquinta vs. Cowboy     | 04/05/2019 | 3     | 3:16  | Ottawa, Ontario               | Volta aos Penas.                                             |
| Derrota | 12–2   | Carlos Diego Ferreira | Nocaute técnico (socos)      | UFC 231: Holloway vs. Ortega             | 08/12/2018 | 2     | 1:23  | Toronto, Ontario              | Estreia no UFC.                                              |
| Vitória | 12–1   | Morteza Rezaei        | Nocaute técnico (socos)      | RXF MMA 32                               | 19/11/2018 | 1     | 4:57  | Brasov                        | Volta aos Leves.                                             |
| Vitória | 11–1   | Khama Worthy          | Nocaute (socos)              | BTC 1: Genesis                           | 27/05/2017 | 1     | 1:03  | Toronto, Ontario              |                                                              |
| Vitória | 10–1   | Gabriel Manuca        | Finalização (mata leão)      | RXF 26: Brașov Fight Night 2             | 25/04/2017 | 1     | 3:50  | Brasov                        |                                                              |
| Vitória | 9–1    | Jonathan Brookins     | Decisão (dividida)           | Fight Night 2                            | 28/10/2016 | 3     | 5:00  | Medicine Hat, Alberta         |                                                              |
| Vitória | 8–1    | Zoltán Turi           | Finalização (mata leão)      | RXF 23: Judgment Day                     | 06/06/2016 | 1     | 1:23  | Bucareste                     |                                                              |
| Vitória | 7–1    | Justin Bourgeois      | Nocaute técnico (socos)      | Elite 1 MMA                              | 23/04/2016 | 1     | 2:01  | Moncton, New Brunswick        | Ganhou o cinturão peso pena do Elite MMA.                    |
| Derrota | 6–1    | Adrian Hadribeaj      | Decisão (unânime)            | TXC Legends 6                            | 12/09/2015 | 5     | 5:00  | Novi, Michigan                | Pelo cinturão peso leve do TXC.                              |
| Vitória | 6–0    | Ainsley Robinson      | Finalização (guilhotina)     | SCC 2                                    | 30/05/2014 | 1     | 0:42  | Toronto, Ontário              |                                                              |
| Vitória | 5–0    | Alex Halkias          | Decisão (unânime)            | Provincial FC 2                          | 08/03/2014 | 3     | 5:00  | London, Ontario               |                                                              |
| Vitória | 4–0    | Neelan Hordatt        | Decisão (dividida)           | ECC 11: Redemption                       | 29/06/2013 | 3     | 5:00  | Toronto, Ontario              |                                                              |
| Vitória | 3–0    | Maxime Dubois         | Nocaute técnico (socos)      | UGC 32: Moment de Vérité                 | 10/05/2013 | 2     | 1:36  | Montreal, Quebec              |                                                              |
| Vitória | 2–0    | Jo Petahtegoose       | Finalização (chave de braço) | Score Fighting Series 6                  | 19/09/2012 | 1     | 2:54  | Sarnia, Ontario               |                                                              |
| Vitória | 1–0    | Michael Dufort        | Decisão (unânime)            | Ringside MMA 13                          | 17/03/2012 | 3     | 5:00  | Montreal, Quebec              |                                                              |